# Jan Drobný
Jan Drobný (10. února 1866 Železný Brod – 1948) byl československý armádní generál, velitel Zemského vojenského velitelství v Praze.

## Život
Narodil se v rolnické rodině v Železném Brodu, vystudoval státní reálné gymnázium v Hradci Králové, České vysoké učení technické v Praze, Vojenskou technickou akademii v Mödlingu a vyšší ženijní kurz ve Vídni.

### Činnost v rakousko-uherské armádě
Jeho služební dráha v rakousko-uherské armádě byla pestrá. Dne 1. září 1897 byl jmenován poručíkem rakousko-uherské armády, pak postupně byl povyšován do vyšších hodností. Např. v letech 1899 až 1903 byl v hodnosti kapitána profesorem Kadetní školy ženijního vojska v Hainburgu, od roku 1912 byl v hodnosti plukovníka profesorem ženijního stavitelství na Vojenské technické akademii v Mödlingu. Během 1. světové války zastával různé velitelské funkce v ženijní službě rakousko-uherské armády. Jako přednosta ženijní služby vojenské pevnosti Přemyšl (polsky Przemyśl ) byl dne 10. května 1916 jmenován generálmajorem rakousko-uherské armády. Na konci války zastupoval velitele VI. sborové oblasti v Košicích.

### Činnost v československé armádě
Dne 19. května 1919 byl jmenován generálmajorem československé armády. V roce 1919 dva měsíce zastával funkci velitele 1. pěší divize v Užhorodu. V červenci 1919 dělal zástupce velitele Východní skupiny (na Slovensku). Poté dělal velitele 11. divize (Banská Bystrica), 10. divize (Banská Bystrica), 2. divize (1920-1923 – Plzeň). Od září 1923 působil na Zemském vojenském velitelství v Praze – nejprve jako zástupce velitele, od ledna 1926 do února 1929 jako velitel.